# Richard Wallace Annand
Richard Wallace Annand, ps. Dickie (ur. 5 listopada 1914 w South Shields, zm. 24 grudnia 2004 w Durham) – brytyjski oficer piechoty.
Był pierwszym żołnierzem odznaczonym najwyższym wojskowym orderem brytyjskim Krzyżem Wiktorii w czasie II wojny światowej. Uhonorowano go za postawę w czasie walk nad rzeką Dijle w centralnej Belgii 15 maja 1940. Zadał duże straty nieprzyjaciołom, walczył mimo odniesionych ran, a po rozkazie odwrotu wrócił po zaginionego ordynansa. W czasie tej akcji był podporucznikiem (Second Lieutenant), potem awansował na kapitana.